# Dolichopeza (Dolichopeza) katoi rufula
Dolichopeza (Dolichopeza) katoi rufula is een ondersoort van de tweevleugelige Dolichopeza (Dolichopeza) katoi uit de familie langpootmuggen (Tipulidae). De ondersoort komt voor in het Palearctisch gebied.